# Josef Mrázek (keramik)
Josef Mrázek (29. prosince 1889 Dobšice – 1959 Huntington, New York) byl český malíř, podnikatel, vlastenec a výrobce ručně malované stolní keramiky.

## Život
Josef Mrázek se narodil roku 1889 v Dobšicích u Poděbrad a zemřel v roce 1959 Huntigtonu (USA). Je známý svým všestranným talentem – byl malířem, podnikatelem, průkopníkem ve vývoji plastů (vyvinul a nechal si patentovat speciální hmotu Marolin), tajným agentem pracujícím pro Masarykovo osvobozenecké hnutí, velkým vlastencem a mecenášem. V roce 1908 odjel do Ameriky za svým strýcem. Po dokončení studia na St. Louis Academy of Arts nastoupil do Academy of Design v St. Luis. V roce 1910 se přestěhoval do New Yorku, kde nastoupil do firmy Hester Decorators a v roce 1917 zakládá svoji vlastní firmu Czecho Peasant Art Company na ručně malované nádobí, vázy, svícny a lampy. Josef Mrázek byl současně jedním ze zakladatelů hnutí za nezávislost Čech a Moravy ve Spojených státech, které vedlo ke vzniku Československa. Pracoval jako tajný agent špionážní sítě v New Yorku. Stal se přítelem prezidenta Masaryka a spolu s dalšími významnými Čechy ve Spojených státech hostil řadu prezidentových návštěv v USA.
Po vzniku Československa Mrázek přesunul svoji firmu do Letovic na Moravě. Továrna Josefa Mrázka v Letovicích a větrná elektrárna byla navržena Mrázkovým švagrem architektem Kamilem Mikšíčkem a postavena stavitelem Ferdinandem Rydlem (1924 – 1925). Nevšední a jedinečnou fasádu vyzdobil rozměrnými kartušemi ornamentů a figurálních motivů na způsob sgrafita letovický akademický malíř Jan Daněk, kterému pomáhal jeho bratr Antonín. Bylo zde zaměstnáno 180 pracovníků, v jejichž čele stál právě Antonín Daněk. Na americký trh byly každý měsíc expedovány dva vagony keramiky. Výrobky šly do nejluxusnějších obchodních domů ve velkých městech (Boston, Chicago, Filadelfie, Miami a další). Zaměstnanci firmy jako jedni z prvních v Československu dostávali zdravotní benefity, vyšší platy, než bylo obvyklé, a důchod. Mimo to Mrázkova rodina podporovala finančně kulturní činnost – knihovnu, divadelní soubor, pěvecký sbor a závodní kapelu. Největším oceněním pro jeho keramiku byla zlatá medaile na Světovém veletrhu ve Filadelfii v roce 1926.
V době Velké hospodářské krize se zhroutily ekonomiky po celém světě a dopad se podepsal na další existenci Mrázkovy keramičky v Letovicích. V důsledku krize byl nucen utlumit a posléze zcela ukončit provoz v Letovicích. Bohužel poté následovala druhá světová válka. Po ní byl Josef Mrázek připravený znovu rozjet výrobu keramiky, v plánu byla dokonce stavba další budovy, kde by se pravděpodobně vyráběly kachle na kamna a sporáky (několik vzorků bylo objeveno až v současné době), ale rok 1948 s nástupem komunismu udělal definitivní tečku všem dalším nadějím a plánům a tak Josef Mrázek definitivně odjíždí do USA.
Koncem třicátých let byl najat dvěma významnými návrháři jevištní scény, Harrym Hornerem a Borisem Aronsonem, aby vyrobil nové, lehké sestavy pro jeviště z plastu Marolin pro nejúspěšnější muzikály divadel na Broadwayi, Radio City Music Hall a Metropolitní Operu. V době druhé světové války vyvinul a vyráběl důležitou leteckou součástku (právě z tohoto speciálního druhu umělé hmoty), kterou poskytl americké vládě a následně která byla integrována ve více než 70 000 vojenských letadlech Spojených států zapojených do bojů v 2. světové válce. Nejtrvalejší dědictví Josefa Mrázka je uchováno v pestrobarevné nádherně malované keramice, kterou byl okouzlen nespočet významných domácností v USA, kam se keramika z větší části vyvážela, včetně například Ernesta Hemingwaye. V dnešní době je možné servisy Mrázkovy keramiky nalézt v muzejních sbírkách a domovech tisíců sběratelů po celém světě. Kolekce keramiky vystavují například muzea v Dallasu a v Hustonu, nejrozšířenější expozice keramiky Josefa Mrázka je v Letovicích v Muzeu letovické keramiky.
Budova továrny je od roku 2010 zapsána na seznamu Národního památkového ústavu jako kulturní památka. V současné době zde sídlí restaurátorská společnost opravující starožitný nábytek. V Letovicích byla 28. října 2019 vysázená alej stromů věnovaná významným osobnostem Letovic, mezi než patří a svůj strom zde má i Josef Mrázek.
Životní příběh Josefa Mrázka napsali jeho potomci – syn Harold R. Mrazek a vnuk Robert J. Mrazek. Tato publikace vydaná v angličtině byla vydána také v českém překladu „Josef Mrázek - umění keramiky“. 